# Јурај Тушјак
Јурај Тушјак (svk. Juraj Tušiak; Бачки Петровац, 26. јануар 1935 — Иришки Венац, 17. јануар 1986) био је словачки песник, прозни писац и преводилац.

## Биографија

### Образовање
Завршио је гимназију „Јан Колар” у родном месту (1953). Потом је студирао на Педагошком факултету у Новом Саду (1954-1956).

### Учитељ
Неко време је предавао у основним школама, а затим се посветио новинарском и уредничком раду. Као учитељ радио је у школама у Челареву (1956-59), Бачком Петровцу (1959-60) и Маглићу (1960-63).

### Новинар и уредник
У листу Hlas Ľudu прво је био новинар (1953-54), па уредник у два наврата (1963-67, док се редакција још налазила у Бачком Петровцу и 1967-70, по преласку редакције у Нови Сад).
Уређивао је и омладински часопис Vzlet (1970-72), књижевни часопис Nový život (од 1972) и дечији часопис Naši pionieri (касније Pionieri) (од 1963. године; од 1973. постао је главни уредник).

### Књижевно стваралаштво
Објавио је збирке поезије Maliny v januári (1962), Modrá báseň (1977), збирку четири приповетке Krčma (1973), књиге поезије посвећене деци Za priehršť radosti (1959), Jednoduché slová (1969), Otčina (1982) и збирке приповедака, бајки и кратке прозе (O bielom jeleňovi, 1961; Maximilián v meste, 1971; Muška Svetluška a hračky, 1972; Postavím si kaštieľ vežičkový, 1973; Štvrtácka jar, 1975; Cirkus Pikolo a iné, 1978; Kráľovské rozprávky, 1981; Čarodejný zvonček, 1986).
Године 1985. објавио је избор својих песама и бајки за децу под називом Zelený zajko. Бројне песме и кратка проза Тушјака су уврштени у антологије за децу, уџбенике и читанке.

### Преводилаштво
Бавио се и превођењем са српскохрватског, словеначког, русинског, чешког и словачког. На српскохрватски је превео дела Prázdniny so strýcom Rafaelom Винцента Шикуле (1974) и Zbojnícka mladosť Људа Ондрејова (1982). Објавио је и словачки превод антологије русинских приповедака.